# 國會大廈南站
國會大廈南站（英語：Capitol South station）是美國華盛頓特區國會山的華盛頓地鐵車站。車站在1977年7月1日啟用，並由華盛頓都會區交通局營運。車站目前有藍線、橙線和銀線停靠。

## 歷史
車站在1977年7月1日啟用。它的啟用接通了11.8英里（19.0）公里來往國家機場和RFK體育館。橙線列車在路線通車的1978年11月20日啟用。銀線列車自2014年7月26日起開始停靠。

## 位置
國會大廈南站位於國會山的中南部。因此，該站被一系列政府辦公大樓包圍。車站是前往美國國會大廈最近的車站，可前往參眾兩院。全部三座國會圖書館都位於車站4分之一英哩範圍內，民主黨全國委員會以及共和黨全國委員會總部亦相同。世界上莎士比亞印刷品最大集中地福格·莎士比亞圖書館只需由車站向西步行五分鐘。

## 車站配置
車站在第1街東南和C街東南交界西南角只有一個入口。三部扶手電梯和樓梯將乘客帶到車站夾層，並可在該處售票機購票和驗票。乘客通過驗票閘門後可經一對扶手電梯帶到月台。同時車站設有兩部升降機無障礙通行，一部由第1街東南和D街東南交界西北角的街道層前往夾層，另一部來往夾層和月台。
國會大廈南站使用島式月台兩條軌道，D1和D2軌道。東行列車往新卡羅頓站或拉戈鎮中心站使用D1軌道，而西行列車往維也納、法蘭克尼亞-春田或威勒-雷斯頓東站使用D2軌道。
| G        | 街道層             | 出入口                                                                                               |
| M        | 夾層               | 單向閘機、售票機、車站詢問處                                                                         |
| P 月台層 | 西行               | 往法蘭克尼亞-春田（聯邦中心西南區） · 往維也納（聯邦中心西南區） · 往威勒-雷斯頓東（聯邦中心西南區） |
| P 月台層 | 島式月台，左側開門 | |
| P 月台層 | 東行               | 往拉戈鎮中心（東市場） · 往新卡羅頓（東市場）                                                        |

## 外部連結
维基共享资源上的相關多媒體資源：國會大廈南站
- WMATA: Capitol South Station（页面存档备份，存于）
- StationMasters Online: Capitol South Station
- The Schumin Web Transit Center: Capitol South Station
- 1st Street entrance from Google Maps Street View

38°53′8″N 77°0′21.8″W / 38.88556°N 77.006056°W